# Ribeira do Lajido
A Ribeira do Lajido é um curso de água português localizado na freguesia de Santo Amaro, concelho das Lajes do Pico, ilha do Pico, arquipélago dos Açores.
Este curso de água encontra-se geograficamente localizado na parte Norte da ilha, dentro das coordenadas geográficas de Latitude 38° 27' 0 Norte e de Longitude 28° 8' 60 Oeste.
A Ribeira do Lajido tem origem a uma cota de altitude de cerca de 900 metros de altitude nas imediações do Cabeço do Padre Glória. A sua bacia hidrográfica procede à drenagem de uma areia que engloba além do Cabeço do Padre Glória parte da Cova do Caldeirão.
O seu curso de água que desagua no Oceano Atlântico, fá-lo na costa próximo à localidade de Santo Amaro entre o local da Terra Alta e do Caisinho.